# Johannes Meinhold
Johannes Meinhold (* 12. August 1861 in Cammin, Pommern; † 26. Mai 1937 in Bonn) war ein deutscher evangelischer Theologe.

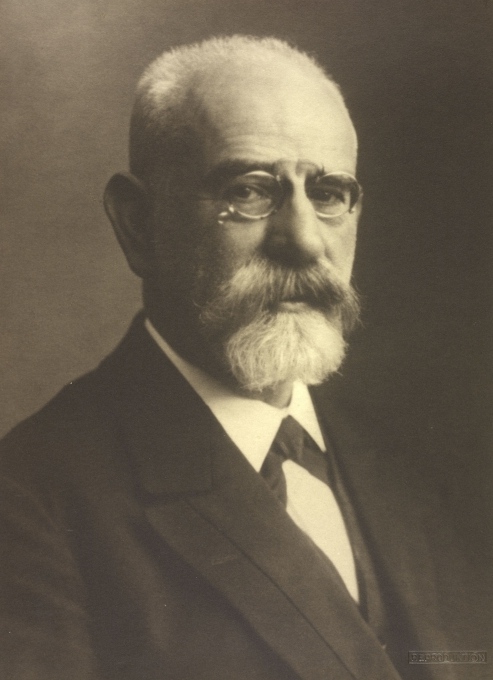
Aufnahme von Georg Fayer (1927)

Sein Vater war der lutherische Theologe und Superintendent von Cammin Karl Meinhold. Während seines Studiums wurde Meinhold Mitglied beim Verein Deutscher Studenten in Greifswald, wo er sich 1884 habilitierte. Am 1. Oktober 1889 wurde Meinhold außerordentlicher Professor für Altes Testament an der Universität Bonn. 1903 wurde er ordentlicher Professor. In den Jahren 1926/27 war er Rektor der Universität Bonn. Er wurde am 10. September 1929 emeritiert.